# Euryscopa semicincta
Euryscopa semicincta là một loài bọ cánh cứng trong họ Chrysomelidae. Loài này được Lacordaire miêu tả khoa học năm 1848.